# Send Away the Tigers
Send Away the Tigers è un album dei Manic Street Preachers pubblicato nel 2007.

## Tracce
1. Send Away the Tigers - 3:36
2. Underdogs - 2:49
3. Your Love Alone Is Not Enough - 3:55
4. Indian Summer - 3:54
5. The Second Great Depression - 4:09
6. Rendition - 2:59
7. Autumnsong - 3:40
8. I'm Just a Patsy - 3:11
9. Imperial Bodybags - 3:30
10. Winterlovers - 3:03

Nell'edizione normale dell'album è compresa Working Class Hero di John Lennon  dopo la fine di Winterlovers, aumentando la lunghezza totale della 10ª traccia a 6:40.

### Edizione giapponese
1. Send Away the Tigers – 3:36
2. Underdogs – 2:49
3. Your Love Alone Is Not Enough – 3:55
4. Indian Summer – 3:54
5. The Second Great Depression – 4:09
6. Rendition – 2:59
7. Autumnsong – 3:40
8. I'm Just a Patsy – 3:11
9. Imperial Bodybags – 3:30
10. Winterlovers – 3:03
11. Working Class Hero
12. Love Letter to the Future - 3:44
13. Morning Comrades – 3:13
14. Send Away the Tigers (acustica) – 2:31